# Station Ash
Ash is een station van National Rail in Ash (Surrey), Guildford in Engeland. Het station is eigendom van Network Rail en wordt beheerd door South Western Railway. 